# Entosthodon gracilis
Entosthodon gracilis là một loài Rêu trong họ Funariaceae. Loài này được Hook. f. & Wilson mô tả khoa học đầu tiên năm 1854.